# پژو ۶۰۵
پژو ۶۰۵ (به انگلیسی: Peugeot 605) محصولی لوکس از شرکت پژو است که پژو تولید آن را از سال ۱۹۸۹ آغاز کرد. پژو در سال ۱۹۹۵فیس لیفتی از آن را معرفی کرد. تولید این خودرو سر انجام در سال ۱۹۹۹ متوقف شد.   
جایگزین آن شد. طراحی این خودرو بسیار شبیه به پژو ۴۰۵ است. به‌طوری که ۶۰۵ ممکن است از دور با پژو ۴۰۵ اشتباه گرفته شود.
تعداد محدودی از این سدان بزرگ نیمه لوکس در دهه ۷۰ شمسی توسط نهادهای دولتی و حتی ایران خودرو به ایران وارد شدند تا در مراسم خاص و در برخی نهادها خدمت کنند. علاوه بر این تعدادی ۶۰۵ نیز به عنوان خودرو سفارتی به ایران وارد شده‌است، ایران خودرو قرار بود این ماشین را جای پژو ۴۰۵ تولید کند ولی به دلیل تعداد محدود خودرو در فرانسه و قطعات یدکی کم ساخته نشد

## موتورها
موتورهای بنزینی:

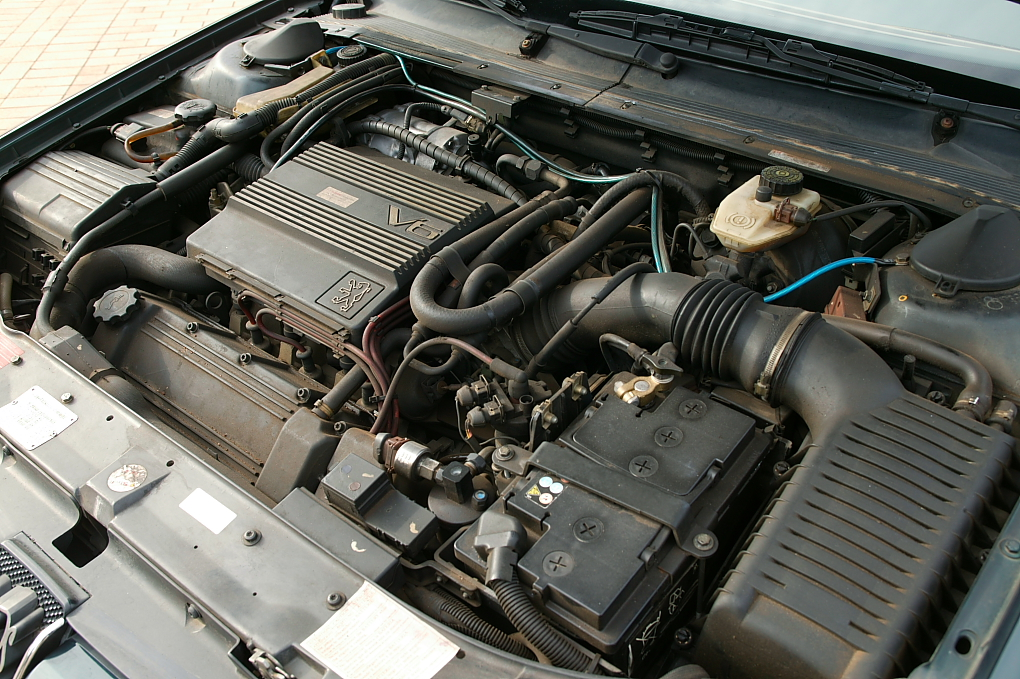
موتور شش سیلندر پژو ۶۰۵

- 2.0 litre 8-valve carbureted inline 4, ۸۴ کیلووات (۱۱۴ اسب بخار متری؛ ۱۱۳ اسب بخار ترمز)
- 2.0 litre 8-valve fuel injected inline 4, ۷۹ کیلووات (۱۰۷ اسب بخار متری؛ ۱۰۶ اسب بخار ترمز)
- 2.0 litre 8-valve fuel injected inline 4, ۸۹ کیلووات (۱۲۱ اسب بخار متری؛ ۱۱۹ اسب بخار ترمز)
- 2.0 litre 8-valve fuel injected turbocharged inline 4, ۱۰۸ کیلووات (۱۴۷ اسب بخار متری؛ ۱۴۵ اسب بخار ترمز)
- 2.0 litre 16-valve fuel injected inline 4, ۹۷ کیلووات (۱۳۲ اسب بخار متری؛ ۱۳۰ اسب بخار ترمز)
- 3.0 litre 12-valve fuel injected V6, ۱۲۳ کیلووات (۱۶۷ اسب بخار متری؛ ۱۶۵ اسب بخار ترمز)
- 3.0 litre 24-valve fuel injected V6, ۱۴۷ کیلووات (۲۰۰ اسب بخار متری؛ ۱۹۷ اسب بخار ترمز)
- 3.0 litre 24-valve fuel injected V6, ۱۴۲ کیلووات (۱۹۳ اسب بخار متری؛ ۱۹۰ اسب بخار ترمز)

موتورهای دیزلی:
- 2.1 litre 12 valve normally aspirated inline 4, indirect injection, ۶۰ کیلووات (۸۲ اسب بخار متری؛ ۸۰ اسب بخار ترمز)
- 2.1 litre 12 valve turbocharged inline 4, indirect injection, ۸۰ کیلووات (۱۰۹ اسب بخار متری؛ ۱۰۷ اسب بخار ترمز)
- 2.5 litre 12 valve turbocharged inline 4, indirect injection, ۹۵ کیلووات (۱۲۹ اسب بخار متری؛ ۱۲۷ اسب بخار ترمز)

## نگارخانه

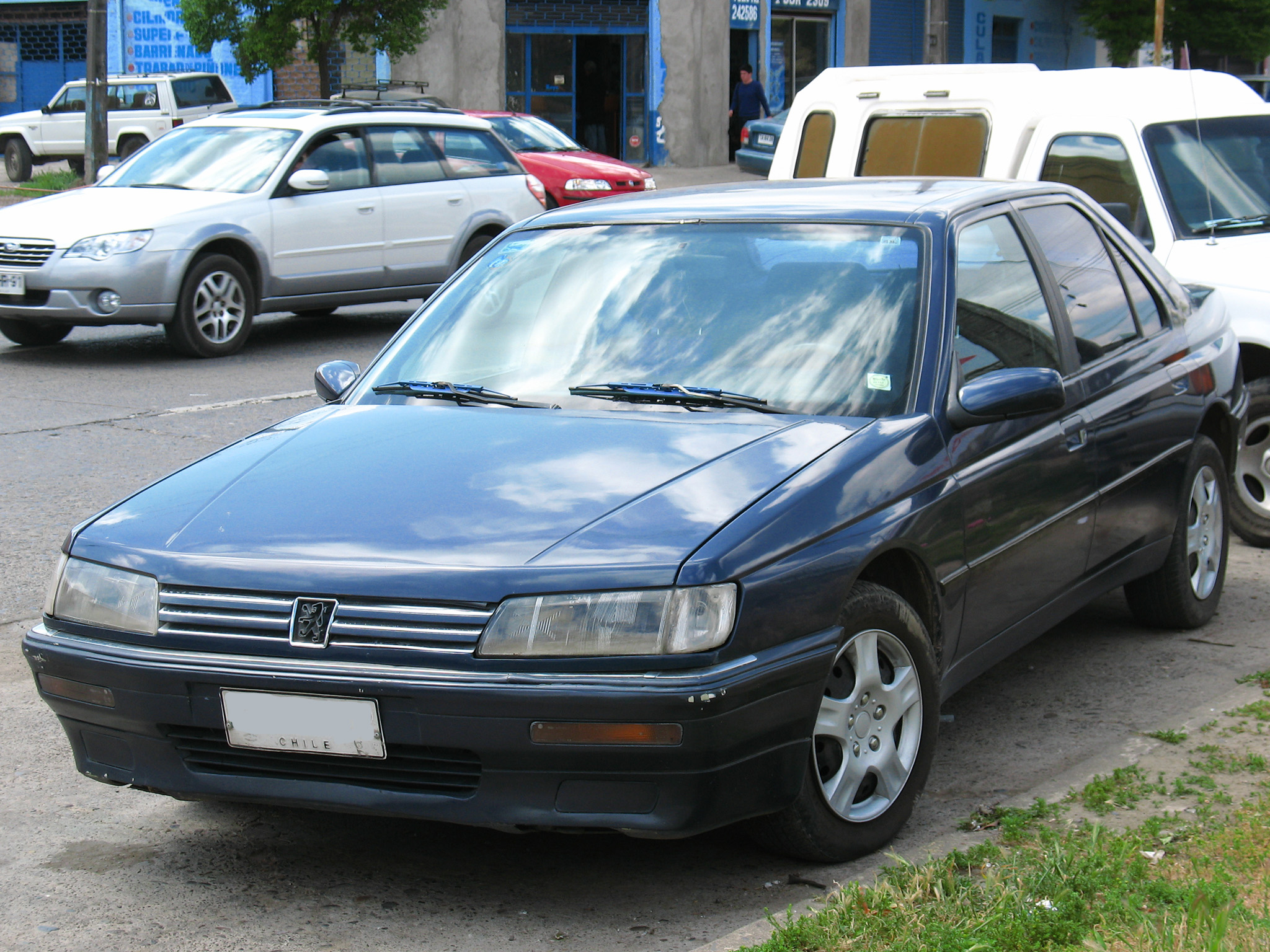
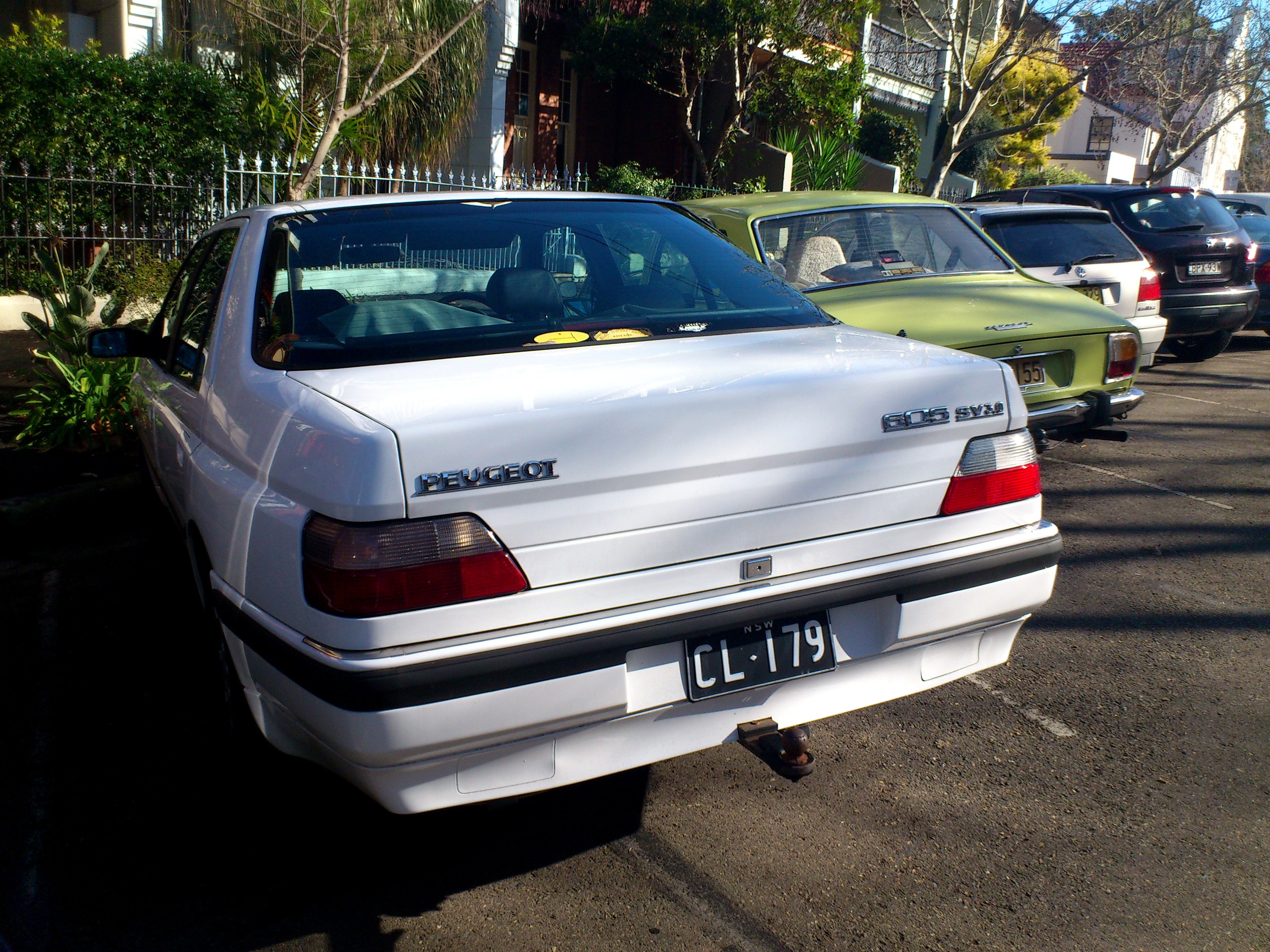
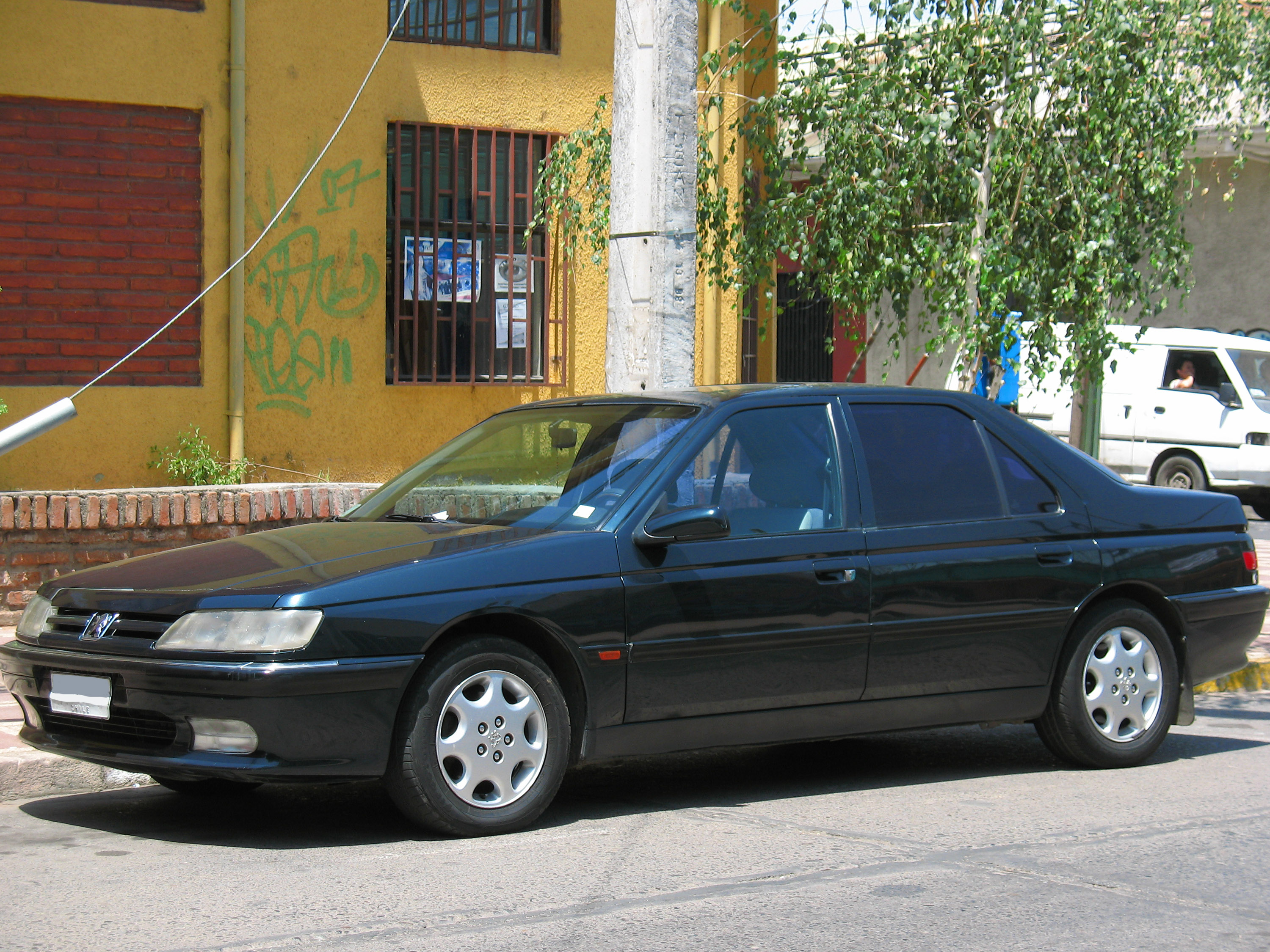
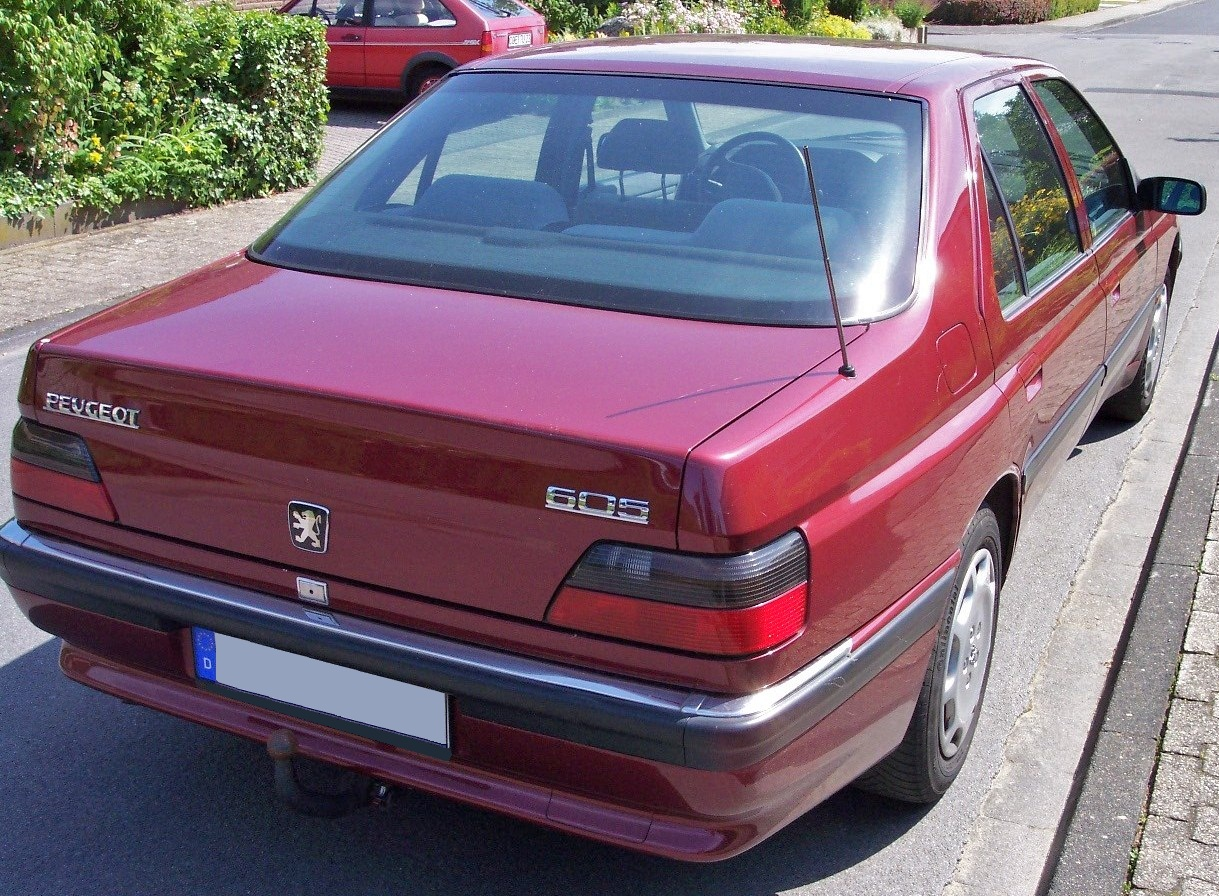